# Determinante posesivo
Un determinante posesivo es un determinante que señala una relación de posesión entre el objeto poseído al que se hace referencia y la persona gramatical del poseedor.

## Determinantes posesivos en español
En español la forma del posesivo varía en función de si aparece acompañando un nombre (en cuyo caso se denomina siempre "determinante posesivo") o si aparece aisladamente (en cuyo caso se denomina "pronombre posesivo"). En otras lenguas no existe una diferencia real entre "determinantes posesivos" y "pronombres posesivos" 
En cuanto a las formas denominadas en español como "determinantes posesivos", estas varían de acuerdo al género, número y persona representados, presentando así distintas formas dependiendo de los poseedores y los accidentes gramaticales:
| Determinantes posesivos | Determinantes posesivos | Determinantes posesivos | Determinantes posesivos | Determinantes posesivos | Determinantes posesivos |
|                         | Singular                | Singular                | Singular                | Plural                  | Plural                  |
| Masculino               | Femenino                | Neutro                  | Masculino               | Femenino                |                         |
| Un poseedor             | Un poseedor             | Un poseedor             | Un poseedor             | Un poseedor             | Un poseedor             |
| ----------------------- | ----------------------- | ----------------------- | ----------------------- | ----------------------- | ----------------------- |
| 1.ª persona             | mío                     | mía                     | mi, mis, mío            | míos                    | mías                    |
| 2.ª persona             | tuyo                    | tuya                    | tu, tus, tuyo           | tuyos                   | tuyas                   |
| 3.ª persona             | suyo                    | suya                    | su, sus, suyo           | suyos                   | suyas                   |
| Varios poseedores       |                         |                         |                         |                         |                         |
| 1.ª persona             | nuestro                 | nuestra                 | nuestro                 | nuestros                | nuestras                |
| 2.ª persona             | vuestro                 | vuestra                 | vuestro                 | vuestros                | vuestras                |
| 3.ª persona             | suyo                    | suya                    | su, sus, suyo           | suyos                   | suyas                   |

Los posesivos mi, mis, tu, tus, su y sus son siempre determinantes, como por ejemplo mi libro, tu libro, sus libros, etc., y los demás posesivos, cuando acompañan a un nombre, también son determinantes.
Ejemplos
- Paco es nuestro vecino.
- Pablo no es amigo tuyo.
- Me lo ha contado un compañero suyo.

## Posesivos en otras lenguas
En español o inglés los posesivos cambian de forma según acompañen a un nombre o vayan solos (en cualquier caso siguen siendo el núcleo de un sintagma determinante):
(español) Mi automóvil / (inglés) My car
(español) Este automóvil es mío / (inglés) This car is mine
En cambio en otras lenguas como el latín o el alemán la forma de los posesivos es invariantemente independientemente de que acompañen o no a un nombre:
(latín) Carrus meus / (alemán) Mein Auto
(latín) Carrus est meus / (alemán) Das Auto ist mein
Por esa razón, en lingüística moderna algunos autores arguyen que la clases de los determinantes posesivos no es diferente de la de los pronombres posesivos, aunque pueda existir alomorfía en algunas lenguas cuando estos posesivos acompañan a un nombre.